# Country Cross Country
Country Cross Country var en countryturné runtom i Sverige 1982, med bland andra Elisabeth Andreasson, Kikki Danielsson och Mats Rådberg.
Senare under året sattes en krogshow med samma namn upp på Hamburger Börs i Stockholm.